# 扎瓦季夫 (若夫克瓦區)
49°56′41″N 23°58′18″E / 49.94472°N 23.97167°E
扎瓦季夫（烏克蘭語：Завадів），是烏克蘭西部的村莊，隸屬利維夫州的利維夫區。該村面積5.59平方公里，2025年人口258，人口密度每平方公里46.15人。